# 八木博
八木 博（やぎ ひろし、1948年4月 - ）は、シリコンバレービジネス研究の第一人者。「シリコンバレーを知り尽くした男」と称される。

## 経歴
- 1948年04月　東京生まれ
- 1977年04月
  - ［日本］三菱化成（株）（現三菱ケミカル）入社
    - 研究職より実践的なビジネスに重きを置きたいと、希望により水島工場勤務（岡山県倉敷市）となる'。
    - 工場にて触媒開発で、社長表彰
    - MO（光磁気ディスク）顧客技術支援、販売支援、品質保証を歴任
- 1995年10月　［米国］三菱化学関連会社Verbatim（バーベイタム）社本社(Charlotte, NC)に出向　
  - 技術販売マネジャー（MO販売支援）
- 1997年08月　［米国］Verbatim社　シリコンバレー事業所に転勤/新規事業開発部長
- 1998年08月　［日本］三菱化学（株）本社　 
  - イオン交換樹脂事業部にて米国大手化学企業との合弁事業推進担当
- 2001年02月　［日本］三菱化学（株）を早期希望退職
- 2001年05月　［米国］IMAnet, Inc.設立（シリコンバレー）
  - 「人生IMA（今）しかない！ シリコンバレーにチャレンジしなければ人生後悔すると思った」。
  - 日系Executive Search会社の米国支社でBio人材発掘（4.5年）
- 2005年04月　［米国］IMAnet, Inc. シリコンバレーでの調査・ビジネス活動開始
- 2010年
  - 米国発イベントを日本誘致支援
  - 日本企業の米国展開支援
  - 米国Innovation調査
  - 米国エネルギー省のLED Workshopに6年間連続参加
  - LED，OLED関連の米国内イベント参加
  - CESイベント参加
- 2013年　米国雇用制度調査　米国教育制度調査
- 2014年　センサー技術調査　GAFAレポート
- 2015年　日本企業シリコンバレー展開支援
- 2016年
  - VR調査　有機エレクトロニクス材料調査
  - ［米国］大人が対象の教育、学習支援活動開始
  - ［日本］熊本復興支援開始
- 2017年　［米国］Facebook Friends上限5,000人到達
- 2018年　［米国］Digital Knowledge Tool「歩きサンドリア図書館」を構築開始
- 2019年
  - ［米国］Digital Knowledge Tool「歩きサンドリア図書館」完成
  - ［米国］「人生100年時代のマナビ」サイト、yagihiroshi.net立ち上げ
  - 講演開始
- 2020年　YouTuberデビュー